# Campeonato Nacional de Ralis de 2014
O Campeonato Nacional de Ralis de 2014 foi composto por 8 provas, de norte a sul do país, incluindo a primeira etapa (ou equivalente) das 3 provas "internacionais" (Rali de Portugal, Sata Rally Açores e Rali Vinho da Madeira). 
Para efeitos de classificação no campeonato, foram contabilizados os 6 melhores resultados.
Os pilotos que participaram nas 8 provas, receberam 10 pontos adicionais, e os que participaram em 7 receberam 5 pontos adicionais.
Para esta época foi extinto o conceito de Powerstages (uma especial que dava pontos adicionais primeiro, segundo e terceiro). Em substituição, cada piloto recebeu 0,5 pontos por cada vitória em classificativas/especiais.
Pedro Meireles em Škoda Fabia S2000 sagrou-se campeão nacional pela primeira vez, numa época marcada pelas prestações do Porsche 997 GT3 do vice-campeão José Pedro Fontes.

## Calendário
| Data      | Prova                         | Organizador                       | Piso    | Campeonatos         | Vencedor          | Carro             |
| --------- | ----------------------------- | --------------------------------- | ------- | ------------------- | ----------------- | ----------------- |
| 21-22 Fev | Rali Serras de Fafe           | DemoPorto                         | Terra   | CNR/CRN             | Pedro Meireles    | Škoda Fabia S2000 |
| 08-09 Mar | Rali Cidade Guimarães         | Targa Clube                       | Asfalto | CNR/CRN             | Pedro Meireles    | Škoda Fabia S2000 |
| 03-06 Abr | Rali de Portugal de 2014      | Automóvel Club de Portugal        | Terra   | CNR/CRN/CRC/CRS/WRC | Pedro Meireles    | Škoda Fabia S2000 |
| 15-17 Mai | Sata Rally Açores             | Grupo Desportivo Comercial        | Terra   | CNR/ERC/CAR         | Pedro Meireles    | Škoda Fabia S2000 |
| 07-08 Jun | Rali Vidreiro                 | Clube Automóvel da Marinha Grande | Asfalto | CNR/CRC             | José Pedro Fontes | Porsche 997 GT3   |
| 01-03 Ago | Rali Vinho da Madeira         | Club Sports Madeira               | Asfalto | CNR/ERC Cup/CMR     | José Pedro Fontes | Porsche 997 GT3   |
| 19-20 Set | Rali Mortágua                 | Clube Automóvel do Centro         | Asfalto | CNR/CRC             | João Barros       | Ford Fiesta R5    |
| 07-08 Nov | Rali Cidade de Castelo Branco | Escuderia Castelo Branco          | Asfalto | CNR/CRC             | José Pedro Fontes | Porsche 997 GT3   |

CRN: Campeonato Ralis Norte;
CRC: Campeonato Ralis Centro;
CRS: Campeonato Ralis Sul;
CAR: Campeonato Açores de Ralis;
CMR: Campeonato Madeira de Ralis;

## Pódios
| Prova                         | Lugar | Piloto            | Carro                         |
| ----------------------------- | ----- | ----------------- | ----------------------------- |
| Rali Serras de Fafe           | 1     | Pedro Meireles    | Škoda Fabia S2000             |
| Rali Serras de Fafe           | 2     | Rui Madeira       | Ford Fiesta R5                |
| Rali Serras de Fafe           | 3     | Adruzilo Lopes    | Subaru Impreza R4             |
| Rali Cidade Guimarães         | 1     | Pedro Meireles    | Škoda Fabia S2000             |
| Rali Cidade Guimarães         | 2     | Ricardo Moura     | Škoda Fabia S2000             |
| Rali Cidade Guimarães         | 3     | João Barros       | Ford Fiesta R5                |
| Rali de Portugal de 2014      | 1     | Pedro Meireles    | Škoda Fabia S2000             |
| Rali de Portugal de 2014      | 2     | Ricardo Moura     | Škoda Fabia S2000             |
| Rali de Portugal de 2014      | 3     | Ricardo Teodósio  | Mitsubishi Lancer Evolution X |
| Sata Rally Açores             | 1     | Pedro Meireles    | Škoda Fabia S2000             |
| Sata Rally Açores             | 2     | Adruzilo Lopes    | Subaru Impreza R4             |
| Sata Rally Açores             | 3     | Luis Rego         | Mitsubishi EVO IX             |
| Rali Vidreiro                 | 1     | José Pedro Fontes | Porsche 997 GT3               |
| Rali Vidreiro                 | 2     | Ricardo Moura     | Ford Fiesta R5                |
| Rali Vidreiro                 | 3     | Pedro Meireles    | Škoda Fabia S2000             |
| Rali Vinho da Madeira         | 1     | José Pedro Fontes | Porsche 997 GT3               |
| Rali Vinho da Madeira         | 2     | Pedro Meireles    | Škoda Fabia S2000             |
| Rali Vinho da Madeira         | 3     | João Barros       | Ford Fiesta R5                |
| Rali Mortágua                 | 1     | João Barros       | Ford Fiesta R5                |
| Rali Mortágua                 | 2     | José Pedro Fontes | Porsche 997 GT3               |
| Rali Mortágua                 | 3     | Adruzilo Lopes    | Subaru Impreza R4             |
| Rali Cidade de Castelo Branco | 1     | José Pedro Fontes | Porsche 997 GT3               |
| Rali Cidade de Castelo Branco | 2     | Carlos Martins    | Mitsubishi EVO IX             |
| Rali Cidade de Castelo Branco | 3     | Diogo Salvi       | Ford Fiesta R5                |

## Classificação Campeonato Absoluto
| Pos | Piloto            | Modelo                           | FAF       | GUI       | POR       | AÇO       | VID       | MAD       | MOR         | CAS        | Pts  |
| --- | ----------------- | -------------------------------- | --------- | --------- | --------- | --------- | --------- | --------- | ----------- | ---------- | ---- |
|     | Pedro Meireles    | Škoda Fabia S2000                | 1º 25+0,5 | 1º 25+1,5 | 1º 25+0,5 | 1º 25+1   | 3º 15     | 2º 18     | –           | NT 0+0+5   | 142  |
|     | José Pedro Fontes | Porsche 997 GT3 CUP              | NT        | NT 0+1    | –         | –         | 1º 25+2,5 | 1º 25+3,5 | 2º 18+2+5   | 1º 25+3    | 105  |
|     | João Barros       | Ford Fiesta R5                   | NT        | 3º 15+1   | 4º 12+0,5 | NT 0+0,5  | 4º 12     | 3º 15     | 1º 25+1,5+5 | NT 0+0+10  | 97,5 |
| 4º  | Adruzilo Lopes    | Subaru Impreza R4                | 3º 15     | 4º 12     | 9º 2      | 2º 18+0,5 | 7º 6      | 4º 12     | 3º 15+0+5   | NT 0+0+10  | 93,5 |
| 5º  | Ricardo Teodósio  | Mitsubishi EVO IX                | 5º 10     | 7º 6      | 3º 15     | 4º 12     | 8º 4      | 7º 6      | 4º 12+0+5   | NT 0+0+10  | 76   |
| 6º  | Diogo Salvi       | Ford Fiesta R5                   | 4º 12     | 6º 8      | 5º 10     | NT        | 6º 8      | 6º 8      | NT 0+0+5    | 3º 15+0+10 | 76   |
| 7º  | Ricardo Moura     | Škoda Fabia S2000/Ford Fiesta R5 | NT 0+2    | 2º 18+2   | 2º 18+0,5 | NT 0+1,5  | 2º 18+2   | NT        | –           | –          | 61,5 |
| 8º  | Carlos Martins    | Mitsubishi EVO IX                | NT        | 5º 10     | 7º 6      | –         | 5º 10     | 5º 10     | –           | 2º 18+0,5  | 54,5 |
| 9º  | Rui Madeira       | Ford Fiesta R5                   | 2º 18+2,5 | –         | 6º 8+1,5  | –         | –         | –         | –           | 7º 6       | 36   |
| 10º | Marco Cid         | Renault Clio S1600               | 11º 1     | 13º 1     | NT        | 7º 6      | 11º 1     | NT        | NT 0+0+5    | 4º 12+0+10 | 36   |

| Posição      | Pontos |
| ------------ | ------ |
| Vencedor     | 25     |
| 2º Class     | 18     |
| 3º Class     | 15     |
| 4º Class     | 12     |
| 5º Class     | 10     |
| 6º Class     | 8      |
| 7º Class     | 6      |
| 8º Class     | 4      |
| 9º Class     | 2      |
| 10º Class    | 1      |
| Fora top-10  | 1      |
| Não Terminou | 0      |

## Ligações Externas
- Federação Portuguesa de Automobilismo e Karting